# اگوستوس فیتزروی گرافتون
اگوستوس فیتزروی گرافتون (انگلیسی: Augustus FitzRoy, 3rd Duke of Grafton؛ ۲۸ سپتامبر ۱۷۳۵ – ۱۴ مارس ۱۸۱۱) یک سیاست‌مدار اهل بریتانیا و نخست وزیر آن کشور بود.وی یکی از معدود دوکهای ( لقب سلطنتی ) انگلیسی بود که به مقام نخست وزیری رسید.دوک گرافتون وابسته به حزب سیاسی ویگ بود که معتقد به سلطنت منطبق بر قانون اساسی بودند.